# Okręg wyborczy North Cheshire
Okręg wyborczy North Cheshire powstał w 1832 r. i wysyłał do brytyjskiej Izby Gmin dwóch deputowanych. Okręg obejmował północną część hrabstwa Cheshire. Zlikwidowany w 1868 r.

## Deputowani do brytyjskiej Izby Gmin z okręgu North Cheshire
- 1832–1841: Edward Stanley, wigowie
- 1832–1858: William Egerton, Partia Konserwatywna
- 1841–1847: George Cornwall Legh, Partia Konserwatywna
- 1847–1848: Edward Stanley, wigowie
- 1848–1868: George Cornwall Legh, Partia Konserwatywna
- 1858–1868: Wilbraham Egerton, Partia Konserwatywna